# Подуфалий Василь Михайлович
Василь Михайлович Подуфалий (7 травня 1941, с. Жуків, нині Тернопільського району Тернопільської області, Україна — 20 травня 2000, там само) — український педагог, фольклорист, краєзнавець, громадський діяч, самодіяльний композитор, художник. Член Національної спілки краєзнавців України (1991), Наукового товариства імені Шевченка; почесний член Всеукраїнського товариства «Просвіта».

## Відзнаки
- Премія імені Братів Богдана та Левка Лепких (1994).
- Почесний громадянин м. Бережани (2011, посмертно)[1]

## Життєпис
Закінчив філологічний факультет Дрогобицького педагогічного інституту (1962, нині університет).
Працював учителем у школах Бережанського і Козівського районів.
Ініціатор створення і директор музею родини Лепких у родинному селі, де співорганізатор встановлення першого в Україні пам'ятника Богданові Лепкому (1991), керівник сільського та учнівського хорів.

## Доробок
Фольклорні записи і музичні твори Василя Подуфалого надруковані у збірнику «Пісні Тернопільщини» (вип. 1, 1989; вип. 2, 1993).
Автор музики до 150 поетичних текстів і майже 1000 обробок народних пісень.
Упорядкував і видав понад 20 книг, у тому числі збірки стрілецьких пісень: Р. Купчинського «Як з Бережан до Кадри», М. Гайворонського «Повік не зів'яне», Л. Лепкого «Чуєш, брате мій...» (усі — 1990) та інші, 4-х випусків «Повстанських пісень» (1992, 1993, 1995, 1996), пісень «Гей, мандрують пластуни» (1992), збірки пісень Л. Лепкого «Журавлі» (1999), поезій Б. Лепкого «Під Великдень» та «Під Різдво» (1993), літературно-музичної спадщини Л. Лепкого «Твори» (2001, співупорядник).
Автор краєзнавчих статей, картин.

## Вшанування пам'яті
Від 2001 Бережанська районна рада проводить щорічний фестиваль стрілецької і повстанської пісні «Лисоня» імені В. Подуфалого.
У 2005 Богдан Кусень і Казимир Ярема уклали і видали книгу «Василь Подуфалий: життя і творчість».
У 2013 році працівники Бережанської центральної бібліотечної системи уклали бібліографічний покажчик «Доля судила жити з піснею: Василь Подуфалий».